# Paul Biyoghé Mba
Paul Biyoghé Mba (Donguila, 18 de abril de 1953) es un político gabonés, fue primer ministro del país, tras la dimisión de Jean Eyeghe Ndong para postularse como candidato a las próximas elecciones presidenciales.